# Аргус (фрегат, 1807)
А́ргус — парусный фрегат Российского императорского флота.

## История
Относился к фрегатам 44-пушечного ранга, тип «Спешный». Заложен 30 июня 1806 на Соломбальской верфи. Спущен на воду 1 июня 1807. Строился под руководством известного корабельного мастера A. M. Курочкина. Входил в состав Балтийского флота.

## Типовые и фактические технические характеристики
Водоизмещение — около 1950 т;

Длина корпуса по палубе — 48,6 метров (48,53 м.);

Ширина по мидель—шпангоуту — 12,7 метров (12,65 м.);

Осадка — 3,9 метра (3,86 м.);

Количество орудий — 50 (24-фн — по штату);

Экипаж — около 340 человек.

## Служба
- В 1807 с отрядом перешел из Архангельска в Кронштадт.

Участвовал в боевых действиях против флотов Англии и Швеции на Балтийском море в 1808.
- 28 мая 1808 в составе отряда капитана 1 ранга графа Л. П. Гейдена пришел из Кронштадта в Свеаборг для усиления обороны крепости.
- 22 октября 1808 по пути из Свеаборга в Ревель налетел на банку Девельсей (Курадимуна)[1], не смог с неё сняться и к 25 октября 1808 был разбит волнами. Экипаж был спасен.

## Командиры
- Н. Д. Ахматов (1807)[1];
- А. А. Чеглоков (1808)[1].